# C90 (ракетный комплекс)
Lanzacohetes «С-90» — противотанковый гранатомёт, созданный в Испании в 1970-х годах для замены гранатомётов M58 и M65 (оба являются испанскими версиями M20 Super Bazooka). Разработанный компанией Instalaza, комплекс С-90 позиционируется как самая лёгкая из систем калибра 90мм и единственная система такого класса, допускающая дистанционный запуск.

## Модификации
Существуют ряд модификаций ракетного комплекса — базовый C90, C90-CS для ограниченного пространства (оба являются одноразовыми) и многоразовый C90.
- С-90-CR(М3) — современная модификация.
- C-90-CR-IN(M3) — учебная модификация.

Были созданы различные модификации C90-CR, в том числе противотанковые, противобункерные, комбинированные противотанковые/осколочные (HEDP), дымовые/зажигательные и термобарические.
Основными прицельными приспособлениями гранатомётов серии C-90 являются устанавливаемый на пусковую трубу оптический прицел с двукратным увеличением и умный прицельный комплекс e-IVISION. На более ранних вариантах монтаж происходит на проприетарное крепление, на поздних через планку Пикаттини. Оптический прицел для стрельбы ночью может быть дополнен ЭОП VN-38C или тепловизионным объективом VN-IR.
Одноразовые модификации ракетного комплекса могут оснащаться многоразовой интеллектуальной системой прицеливания VOSEL-M2, способную рассчитывать траекторию запуска, измеряя состояние цели, состояние пороха боеприпаса, имеет встроенные баллистические таблицы, работает с лазерным целеуказателем и ночным прицелом. Система прицеливания демонтируется после выстрела одноразового пускового устройства и может быть установлена на другое, то есть предназначена для многоразового использования.
Многоразовая пусковая установка C90 весит всего 3,9 кг (без боеприпасов) и позволяет использовать ту же систему прицеливания, что и другие модели.
Основным недостатком ракет семейства является максимальная дальность выстрела 350 метров. Достоинством — относительно низкая цена.

## Эксплуатанты
- Бруней
- Грузия: в 2023 году закуплены C-90-CR-RB (M3) для замены РПГ-22 и AT-4CS.
- Индия: кумулятивная версия состоит на вооружении под названием Disposal Rocket Launcher C-90 CR-RB (M-3). В 2020 году получена лицензия на производство ракет Round М3.1 ABS для них.
- Индонезия[4]
- Испания[5][6]
- Италия[3]
- Йемен: поставлены во время гражданской войны в Йемене из Саудовской Аравии.
- Колумбия[3]
- Кувейт

- Малайзия[3]
- Португалия
- Сальвадор
- Саудовская Аравия: использовали их во время гражданской войны в Йемене. Во время боевых действий ракеты С-90 попадали и в руки военных противников Саудовской Аравии, поэтому они использовались всеми сторонами конфликта[1][3].
- Украина: в 2022-2023 годах из запасов МО Испании передано 1370 гранатомётов C90[7]. В ВСУ обозначается Ручний реактивний гранатомет INSTALAZA C90[8].
- Эквадор[3]
- Эстония[9][10]